# Dysstroma krassnojarscensis
Dysstroma krassnojarscensis är en fjärilsart som beskrevs av Fuchs 1899. Dysstroma krassnojarscensis ingår i släktet Dysstroma och familjen mätare. Inga underarter finns listade i Catalogue of Life.